# William Gaddis
William Gaddis (29 de desembre de 1922 a Nova York – 16 de desembre de 1998) va ser un novel·lista americà. Va escriure cinc novel·les, dues de les quals varen guanyar el National Book Award.

## Breu comentari de les seves obres

### The Recognitions
La seva primera novel·la, publicada el 1955. És una obra extensa, complexa i alusiva a l'art i a la condició humana en el món contemporani, i fou rebuda inicialment d'una manera negativa per la crítica, que la considerà indulgent i indecent. Tot i la desfavorable rebuda inicial, avui dia és tenguda com una de les novel·les americanes més importants del segle xx.

### JR
Amb un interval de vint anys, en William Gaddis va publicar el 1975 la seva segona novel·la, JR, una història satírica sobre un infant en edat escolar que construeix un imperi econòmic. JR marca l'inici de l'ús d'una tècnica en què la història és contada quasi exclusivament per diàlegs, amb molt pocs paràgrafs descriptius. Només és possible saber quin personatge està parlant i en quin ambient es troba per les marques que hi ha en el mateix diàleg. Fou un estil agosarat que funcionà gràcies a la competència de William Gaddis a l'hora de captar trossos de la llengua parlada i emprar-los en la composició dels personatges. JR va guanyar el National Book Award de 1976.

### Carpenter's Gothic
El 1984, en William Gaddis va publicar Carpenter's Gothic, una novel·la més curta sobre, entre altres coses, un dels grans temes americans: la relació entre religió i política.

### A Frolic of his Own
Publicada el 1994, és una sàtira jurídica. Va guanyar el National Book Award d'aquell any.

### Agapé Agape
L'últim gran treball d'en William Gaddis, publicat pòstumament el 2002. Es tracta d'un monòleg dramàtic d'un artista en notar que la mort se li aproxima.

### The Rush for Second Place
És un recull dels assajos publicats per l'autor; va veure la llum també amb caràcter pòstum, el 2002.